# Фондовая биржа Абу-Даби
Фондовая биржа Абу-Даби (Abu Dhabi Securities Exchange, бывшая Abu Dhabi Securities Market) — биржа ценных бумаг в ОАЭ, основанная 15 ноября 2000 года.
Фондовая биржа Абу-Даби стала третьей крупнейшей фондовой биржей арабского мира по уровню рыночной капитализации — в 2005 г. её капитализация выросла на 147,4 %, достигнув значительного уровня в DH 486 млрд.